# Kosóvichi
Kosóvichi (del ruso: Косовичи) es un jútor del raión de Abinsk del krai de Krasnodar en el sur de Rusia. Está situado en orilla izquierda del río Kubán, 40 km al nordeste de Abinsk y 36 km al oeste de Krasnodar, la capital del krai. Tenía 8 habitantes en 2010.
Pertenece al municipio Fiódorovskoye.